# Samowiedza
Samowiedza – w psychologii to zespół przekonań i wartości odnoszących się do własnego funkcjonowania osobistego jednostki, a także psychologiczne pojęcie własnego ja z cechami charakteru, które wpływają na myślenie, uczucia, działania. 
Wiedza o sobie samym (samowiedza) wraz z wiedzą o świecie naturalnym i wiedzą o ludziach tworzy wiedzę indywidualną.